# Pouteria simulans
Pouteria simulans är en tvåhjärtbladig växtart som beskrevs av Joseph Vincent Monachino. Pouteria simulans ingår i släktet Pouteria och familjen Sapotaceae. Inga underarter finns listade i Catalogue of Life.